# Греуто
Греуто де Карвальо (порт. Greuto de Carvalho; род. 3 октября 1975), более известный как просто Греуто (порт. Greuto) — бразильский игрок в мини-футбол на позиции вратаря; тренер.

## Биография
На протяжении долгих лет Греуто играл в бразильском чемпионате. В возрасте 33 лет он вместе с одноклубником Шушей перешёл из бразильской «Банеспы» в клуб российской Суперлиги «Тюмень». Вскоре он стал основным вратарём команды, а в 2010 году помог сибирякам выиграть первые медали чемпионата в их истории.
Как и многие бразильские вратари, Греуто хорошо играет ногами, нередко сам исполняет роль пятого полевого игрока и отличается забитыми мячами.
Летом 2015 года перешёл в иранский мини-футбольный клуб «Дабири» из города Тебриз.
Зимой 2017—2018 перешел в мини-футбольный клуб «Лео», Армения.

## Достижения
- Серебряный призёр Чемпионата России: 2010
- Чемпион Армении: 2018